# Philippe d'Avilla
Philippe d'Avilla est un comédien, chanteur, auteur de théâtre et metteur en scène belge d’origine italienne né le 23 janvier 1973 à Gilly en Belgique, principalement connu pour son tube Les Rois du monde, issu de la comédie musicale Roméo et Juliette.

## Biographie

### Formation et premières expériences
Philippe d'Avilla commence sa carrière par le théâtre en signant son premier contrat professionnel à 12 ans. Il entre au Conservatoire d'art dramatique de Charleroi par la suite. Il suit parallèlement ses études jusqu'à ses 18 ans et déménage au Québec pour compléter sa formation et travailler dans différents théâtres à Montréal pendant trois ans. Il intègre un groupe de recherche belgo-québécois sur le théâtre du mouvement, s’implique dans la troupe de son école, y devient assistant et suit des cours de scénographie. À son retour en Belgique, il entre au Conservatoire royal de Bruxelles, classe de Pierre Laroche.
À l'été 1995, il décroche le rôle de Peter Pan dans la comédie musicale du même nom. Adaptation de la pièce de théâtre ayant accueilli 25 000 spectateurs au parc Walibi Belgium au mois de décembre 1994, celle-ci est à nouveau mise en scène spécialement pour la saison estivale du parc par Bruno Bulté,. Ce spectacle d’une durée de 22 minutes est présenté en version bilingue plus de 500 fois pour environ 260 000 spectateurs. Pour le réaliser, le groupe Walibi s’associe à Del Diffusion et propose une mise en scène enlevée et visuelle, la création d’effets spéciaux inédits et la participation de comédiens, d'acrobates et de jongleurs. Aux côtés de Philippe d'Avilla, on retrouve notamment Stéphanie Coerten, Philippe Derlet, Sifiane…
Il tourne des courts-métrages, dont L'Abandon. Coproduit par l'Université libre de Bruxelles, celui-ci relate la vie d'un jeune gay. En 1997, il monte sur les planches dans Les Paravents de Jean Genet avec Laurent Capelluto, Stéphanie Coerten, Philippe Derlet et Frederik Haùgness, entre autres. Avec sa voix de baryton Martin, il se tourne ensuite vers une carrière de chanteur. Entre 1995 et 1998, il présente de nombreux tours de chant en Belgique tout en continuant sa formation vocale. Il tourne dans des téléfilms, joue au théâtre, fait de la radio, de la télévision, de la publicité, crée des costumes, des masques, des décors de théâtre… En 1999, Philippe d'Avilla devient meneur de revue dans le cabaret bruxellois « Chez Flo ». La même année, il participe au télé-crochet Pour La Gloire sur la RTBF où il atteint la demi-finale. Après quelques téléfilms français, il passe l'audition de Notre-Dame de Paris mais n'est pas sélectionné.

### Renommée
En juin 1999, il signe son contrat pour intégrer la troupe de Roméo et Juliette, de la haine à l'amour, spectacle dans lequel il jouera le rôle de Mercutio. Composée de Grégori Baquet et Damien Sargue ou encore Cécilia Cara et Tom Ross entre autres, elle se produit pendant plus de 300 représentations et plusieurs tournées jusqu'en 2003. Plus de 9 millions d’exemplaires vendus, près de 2 millions de spectateurs, 17 semaines non-consécutives no 1 en France avec Les Rois du monde. Certifié disque de diamant par le SNEP, le titre s'est vendu à environ 1 400 000 copies et est le 21e single le mieux vendu de tous les temps en France, selon le site Infodisc. En Belgique francophone, la chanson atteint également la 1re place. Comme en France, le titre est le second single le plus vendu de l'année 2000, derrière Ces soirées-là de Yannick, qui est néanmoins resté moins longtemps en tête de l'Ultratop 40. En Suisse, la chanson atteint la 9e position. Aux Pays-Bas, le titre est no 79 du Dutch Top 40. La troupe remporte un NRJ Music Awards de la Chanson francophone de l'année en 2001 pour Les Rois du monde. Le single On dit dans la rue atteint la 21e place du classement français et la 32e en Belgique. Accompagné par la troupe de Roméo et Juliette, de la haine à l'amour, il est l'un des artistes de la compilation Noël ensemble pour le Sidaction en 2000.
Il est un des artistes du single de 2002 Un seul mot d'amour aux côtés de Clémence, Pino Santoro et Nuno Resende. Il atteint la 48e place du classement français et la 20e place du classement belge des meilleures ventes. Il est prévu qu'il participe à la comédie musicale Jeanne la romantique dans le cadre de ce single mais il se retire du projet à la suite de divers problèmes avec la production de ce spectacle. La même année, le trio composé de Pino Santoro, Philippe d'Avilla et Nuno Resende chantent J'suis p'tit qui atteint la 34e place du classement belge des meilleures ventes.

### Éclectisme
Depuis 2003, il partage l'affiche avec Grégori Baquet, Renaud Hantson ou Pablo Villafranca de Tous en scène contre la sclérose, un spectacle caritatif en tournée française. Il apparaît dans les courts-métrages Marie-Madeleine, Mauvaise Erreur !!! et Parking. Philippe entre alors en studio pour réaliser son premier album solo. Un premier single, reprise de Pull marine de Serge Gainsbourg, en est extrait au printemps 2005. Il est coach vocal de plusieurs saisons du spectacle politico-humoristique Sois Belge et tais-toi !. En 2005, il coécrit deux chansons pour l'album Saga de Viktor Lazlo.
En 2007 et 2008, il fait partie des artistes de la comédie musicale Émilie Jolie et dans le rôle-titre de Jekyll and Hyde, the musical en Belgique. Il fait partie de divers groupes de musique comme LouiZ en 2008 ou encore Silent*Box en 2006. Au début de 2010, sort un 1er single de son album The Confession of a Drama produit par les internautes via le label participatif Aka Music. Il s'agit de la reprise de Gloria Gaynor, I Will Survive. Il est suivi du titre Prisoner of Love. Philippe d'Avilla met en scène plusieurs spectacles. En août 2011, il apporte sa participation à la comédie musicale La Belle au bois dormant, que veillent les fées... en tant que scénographe et interprète. Un CD du spectacle est édité en décembre 2011.
Sur l'album de Vitor Hublot Brassens Selon Vitor Hublot, Vol. 1, il interprète en 2011 la chanson Le pornographe.
En mars 2012, il est metteur en scène et décorateur du tour de chant parisien Mélancosmiaque de Lucie Bernardoni. En juin 2012, la comédie musicale de Cyrille Garit et Steve Perrin Les instants volés est programmée à Paris avec Philippe d'Avilla[réf. nécessaire].
Fin 2013, il crée avec Caroline Klaus et Sébastien Ménard le trio Désintégration 80. Un projet de reprises acoustiques et décalées des chansons françaises des années 1980. Ils se produisent pour la première fois sur la scène du Sentier des Halles de Paris[réf. nécessaire].
En 2014, il intègre Sleepin'Bee, spectacle hommage aux années Broadway de Barbra Streisand. Un spectacle musical de Franck Harscouët, créé au Théâtre Michel à Paris[réf. nécessaire].
En 2016, il incarne le personnage de Juan Perón dans la comédie musicale Evita, première mondiale en français durant le festival Bruxellons au Château du Karreveld[réf. nécessaire].
Pour le spectacle de 2017 Mademoiselle d'Isabelle Layer et Philippe d'Avilla, il est auteur, metteur en scène, scénographie, éclairagiste, créateur son, vidéaste et costumier.

## Théâtre et spectacles musicaux
- 1990 : Cassandre Graffiti de Veronika Mabardi, mise en scène de Jacques Bury et Christian Wery
- 1991 : Iphigénie ou le péché des dieux de Michel Azama, mise en scène de Jacques Bury et Christian Wery
- 1993 : Ndo Kela ou l'initiation avortée de Koulsy Lamko, mise en scène de Jacques Bury et Christian Wery
- 1995 : Peter Pan d'après J. M. Barrie, mise en scène de Bruno Bulté
- Moha le fou, Moha le sage Monologue de Tahar Ben Jelloun, mise en scène de Kadija El Maachi - Tournée - Belgique/Suisse
- Les Fourberies de Scapin de Molière, mise en scène d'Éric Lefèvre - Château du Karreveld
- 1997 : Les Paravents de Jean Genet, mise en scène de Régine Godefroid - XL Théâtre - Belgique
- 1999 : Chez Flo – La revue 2000 de Marino et Philippe d’Avilla, mise en scène de Marino et Philippe d'Avilla - Chez Flo, Belgique
- 2000 - 2002: Roméo et Juliette, de la haine à l'amour de Gérard Presgurvic, mise en scène de Redha - Palais des congrès de Paris et tournée
- 2007 : Le secret de Cathy Thomas et Philippe d’Avilla, mise en scène de Cathy Thomas et Philippe d’Avilla - Théâtre Saint Michel - Belgique
- 2007 : Émilie Jolie de Philippe Chatel, mise en scène de Jean-Mark Favorin - Tournée - Belgique
- 2008 : Couvre-feu de Mythic et Hugo Rezeda, mise en scène d’Hugo Rezeda - Théâtre du Vaudeville - Belgique
- 2009 : Mamma Mia ! The Dance Musical de Catherine Johnson, mise en scène d’Anthony-Maxence de Valière Saronide - Opéra royal de Wallonie
- 2009 : Ma fille travaille à Paris de Jean Barbier, mise en scène de Jean-Paul Clerbois - Théâtre du Vaudeville - Belgique
- 2009 - 2010 : Hair de James Rado et Gerome Ragni, mise en scène de Ned Grujic - Tournée
- 2010 - 2011 : Encore un tour de pédalos d’Alain Marcel, mise en scène d’Alain Marcel - Théâtre du Rond-Point - Théâtre Marigny
- 2011 : La Belle au bois dormant, que veillent les fées... de Marine André et Lionel Losada, mise en scène Florian Cléret - Théâtre Marsoulan
- 2011 : Hair de James Rado et Gerome Ragni, adaptation et mise en scène de Sylvain Meyniac - Le Palace et tournée
- 2012 : Les instants volés de Cyrille Garit et Stève Perrin, mise en scène Jean-Charles Mouveaux-Mayeur - Théâtre Michel
- 2012 - 2013 : Kid Manoir 2 - La malédiction du Pharaon de Guillaume Beaujolais, David Rozen et Fred Colas, mise en scène de David Rozen - Le Palace
- 2013 : Le bois de Boris de Thomas Ronzeau et Camille Fabre, mise en scène de Guillaume Beaujolais - Théâtre de la Reine Blanche, Paris
- 2013 : Les Cabots de Mythic et Hugo Rezeda, mise en scène de Danila di Prinzio - Théo Théâtre, Paris
- 2013 - 2014 : Désintégration 80 - Sentier des Halles, Paris
- 2014 : Sleepin'Bee de Franck Harscouët, mise en scène de l'auteur - Théâtre Michel, Paris
- 2015 : Gutenberg! Le Musical! (Gutenberg! The Musical! (en)) de Scott Brown et Anthony King, mise en scène de Nicolas Guilleminot - Aktéon Théâtre
- 2016 : Evita de Tim Rice et Andrew Lloyd Webber - Festival Bruxellons
- 2017 : Feu le père de monsieur d'après Georges Feydeau, mise en scène d'Odile Huleux - Festival Off d'Avignon, Théâtre du Marais et tournée
- 2024 : Starmusical, mise en scène de David Alexis - tournée en France

## Filmographie
- 1996 : L'Abandon de Didier Seynave - court-métrage
- 1998 : Interdit de vieillir de Dominique Tabuteau - téléfilm
- 1999 : Mission protection rapprochée - Gardiennes d'anges de Gilles Béhat - téléfilm
- 1999 : Baldi et Tini de Michel Mees - téléfilm
- 1999 : Tombé du nid d’Édouard Molinaro - téléfilm
- 1999 : Un enfant, un secret de Paolo Barzman - téléfilm
- 2004 : Marie-Madeleine d’Ismaël Saïdi - court-métrage
- 2008 : Mauvaise Erreur !!! de Xavier Hibon - court-métrage
- 2008 : Parking de Gaetan Saint-Remy et Corentin Adolphy - court-métrage
- 2012 : Le Jour où tout a basculé de Pierre-François Brodin, épisode J'ai envoyé mon mari en prison (Collier maudit)
- 2012 : Botox la série de Sébastien Ricci, épisode Le romantique deuxième partie
- 2015 : Petits secrets entre voisins de Nicolas Filali, épisode Secrets sur le divan
- 2019 : Petits secrets en famille d'Arnaud Legoff, épisode Famille Lamotte

## Mise en scène
- 1991 : Iphigénie ou le péché des dieux de Michel Azama, assistant - Mise en scène de Jacques Bury et Christian Wery
- 1993 : Ndo Kela ou l'initiation avortée de Koulsy Lamko, assistant - Mise en scène de Jacques Bury et Christian Wery
- 1999 : Chez Flo – La revue 2000 de Marino et Philippe d’Avilla - Chez Flo, Belgique
- 2007 : Le secret de Cathy Thomas et Philippe d’Avilla Thomas - Théâtre Saint Michel, Belgique
- 2009 : L’ultime niveau de Baudouin Van Humbeek - Théâtre de l’Os à moelle, Belgique
- 2010 : Body de Florence Leeman et Stéphanie Rainotte - Théâtre de l’Os à moelle, Belgique
- 2011 : The Pringle's de Carolyn Evan, Adrien Guillon et Philippe d'Avilla - Instinct Théâtre
- 2012 : Mélancosmiaque - Lucie Bernardoni en concert - Manufacture de la Chanson et tournée
- 2017 : Mademoiselle d'Isabelle Layer et Philippe d’Avilla - Théâtre du Marais, Festival d'Avignon
- 2017 : Addictions d'Anaïs Petit, Élodie Poux, Julien Wagner, James No et Helliott - Théâtre de Dix heures, théâtre du Marais et tournée
- 2020 : Benjamin Pays - Ça urge ! de et avec Benjamin Pays - Comédie des 3 bornes

## Musique
- Roméo et Juliette, de la haine à l'amour - albums et singles de la comédie musicale
- J'suis p'tit - single extrait de album de soutien à Enfants solidaires
- Un seul mot d'amour - single extrait de la comédie musicale Jeanne la romantique
- Pull marine - single extrait de l'album solo Le champ des possibles
- Le secret - single extrait de la comédie musicale
- LouiZ - membre fondateur du groupe
- Prisoner of Love - single
- Le pornographe - featuring sur l'album Brassens selon Vitor Hublot